# Miguel (álbum de Miguel Bosé)
Miguel es el título del cuarto álbum de estudio grabado por el cantautor español Miguel Bosé, Fue lanzado al mercado bajo el sello discográfico CBS Discos en 1980, El álbum Miguel fue producido por el productor musical cubano-español Óscar Gómez.
Este es su álbum más importante de su primera etapa como artista, que contenía los sencillos Morir de amor, Te amaré, Teorema, Ensayo y Don Diablo, que le colocarían a la cabeza de las listas de numerosos países. Olympic Games fue uno de sus sencillos de la edición internacional de este álbum.
En su portada aparecía vestido de torero como homenaje a su padre. El disco fue producido por Óscar Gómez.

## Antecedentes
Debido al éxito alcanzado con sus tres álbumes anteriores; Columbia España ofrece un contrato al cantante para seguir trabajando con CBS Discos por tres álbumes más; lo cual acepta.
Miguel comienza a trabajar con, con el joven productor musical cubano-español Óscar Gómez en la realización de su siguiente álbum, con la intención de dar un aspecto más juvenil y pop a este disco; también vuelve a trabajar con José Luis Perales en dos temas más.

## Promoción
El disco desde su lanzamiento es un éxito rotundo, el primer sencillo fue Morir de Amor.
Luego vendría un segundo sencillo Don Diablo que se vuelve un hit tanto en España, Italia y toda América Latina.  La baladas Teorema, Ensayo y Te amaré [incluida en el sencillo con la canción Don Diablo] reafirman el álbum y al artista colocándolo en los primeros lugares de venta y en las listas de sencillos de toda España.
El tema Te amaré escrita por Juan Carlos Calderón se vuelve uno de los consentidos de su público y del propio Miguel; cuenta con una adaptación al italiano realizada por Adelio Cogliati.
El tema Voy a ganar es traducida al inglés como Olympic games para apoyar al equipo de atletas de España que participaron en los Juegos Olímpicos de Moscú.
Debido al éxito obtenido, la discográfica decide lanzar ediciones de este LP para el mercado italiano y portugués; de igual forma, decide promocionar el álbum en los mercados de Japón y Francia llamando al LP con el nombre completo del artista.
La banda española de música infantil Parchís; que en esa época estaba sonando fuertemente en la radio, televisión por toda la península ibérica y por América Latina, graba una versión de la canción Don Diablo para su álbum Twist del Colegio, e incluye una interpretación de esta melodía en la película Parchís contra el Hombre Invisible que rodaron en 1981.
Para promocionar el disco, Miguel Bosé realiza una ardua gira en toda España, pero además, y debido al éxito en América, se va de gira por diversos países de Latinoamérica presentándose en programas de radio y televisión; en México se presenta en un programa especial de televisión donde se presenta en debut al grupo infantil Timbiriche convirtiéndose en su padrino musical.

## Lista de canciones
| Miguel |                                                |                                                                      |          |  |
| N.º    | Título                                         | Escritor(es)                                                         | Duración |  |
| 1.     | «Morir de amor»                                | Miguel Bosé · José Luis Perales                                      | 4:07     |  |
| 2.     | «Dame tu amor (Gimme your love)»               | Danilo Vaona · Gian Pietro Felisatti · Charles Cutter                | 3:57     |  |
| 3.     | «Te amaré»                                     | Miguel Bosé · Juan Carlos Calderón                                   | 3:36     |  |
| 4.     | «Señor padre»                                  | Miguel Bosé · José Luis Perales                                      | 3:02     |  |
| 5.     | «Ensayo»                                       | Steve Kipner · Miguel Bosé                                           | 4:14     |  |
| 6.     | «Voy a ganar»                                  | Toto Cutugno · Miguel Bosé                                           | 3:47     |  |
| 7.     | «Chicas, chicas, chicas (Girls, Girls, Girls)» | Danilo Vaona · Steve Kipner · Gian Pietro Felisatti · Charles Cutter | 3:42     |  |
| 8.     | «Amante y perdedor»                            | Steve Kipner · Miguel Bosé                                           | 3:35     |  |
| 9.     | «Teorema»                                      | Miguel Bosé · José Luis Perales                                      | 3:35     |  |
| 10.    | «Don Diablo»                                   | Sandy Linzer · Miguel Bosé                                           | 3:42     |  |
| 11.    | «Buenanotte fiorellino»                        | F. De Gregori                                                        | 1:48     |  |
| 37:58  |                                                |                                                                      |          |  |